# مجموعه گرینزبورو کولسیم
مجموعه گرینزبورو کولسیم (انگلیسی: Greensboro Coliseum Complex) یک مجموعه ورزشی سرپوشیده ورزشی در شهر گرینزبورو، کارولینای شمالی، ایالات متحده آمریکا است. این مجموعه که در سال ۱۹۵۹ تأسیس شده شامل ۹ سالن است که بزرگ‌ترین سالن آن گرینزبورو کولسیم یا ۲۲٬۰۰۰ نفر ظرفیت است که برای مسابقات بسکتبال و کنسرت‌های موسیقی استفاده می‌شود.
از دیگر امکانات این مجموعه می‌توان به سالن‌های نمایشگاهی به متراژ ۱۵٬۵۰۰ مترمربع، تئاتر اودئون با ظرفیت ۳۰۰ نفر، سالن نووانت هلث فیلدهاوس (به انگلیسی: Novant Health Fieldhouse) با ظرفیت ۲۱۱۸ نفر و مرکز ورزش‌های آبی گرینزبورو اشاره کرد.

## نگارخانه

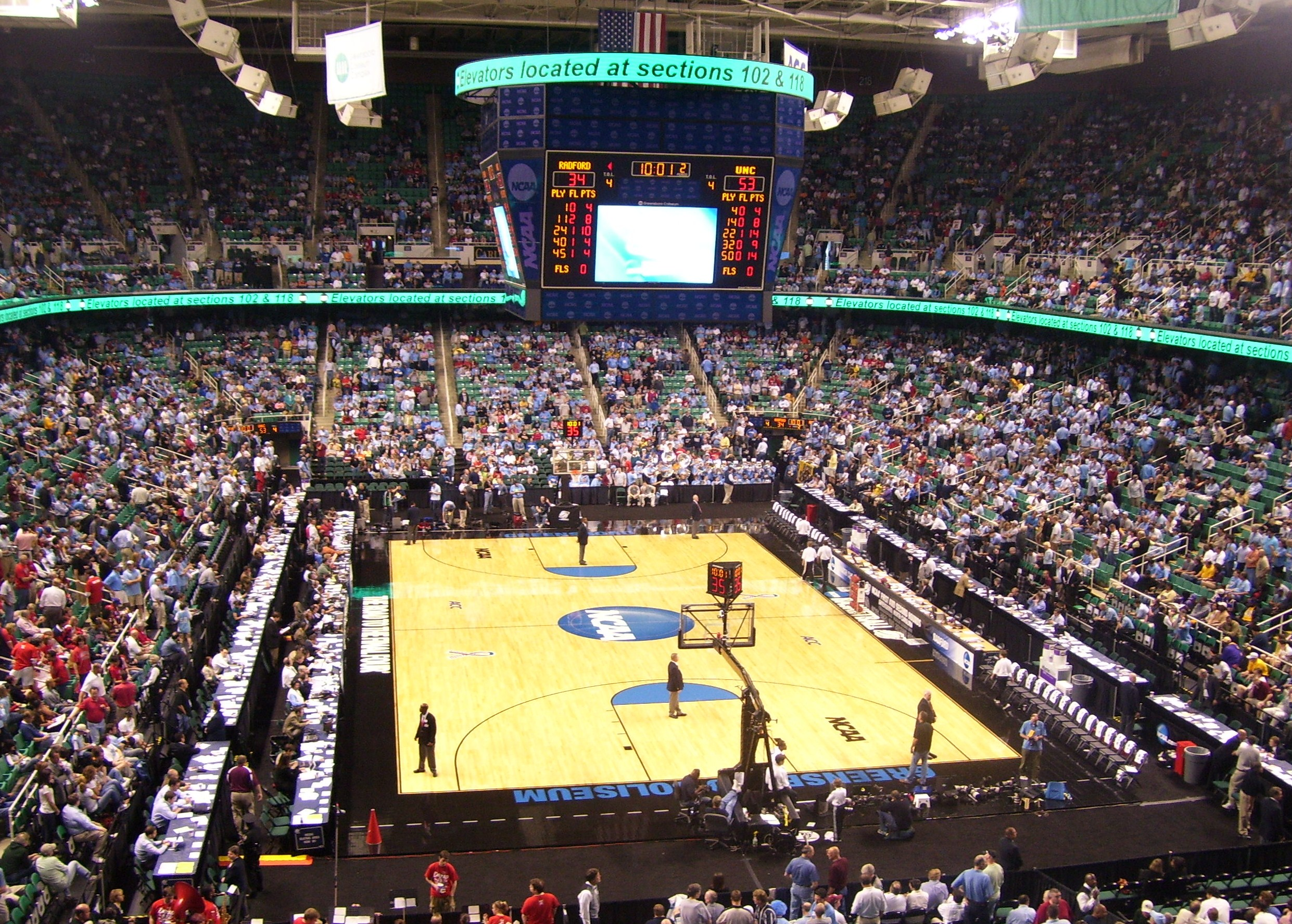
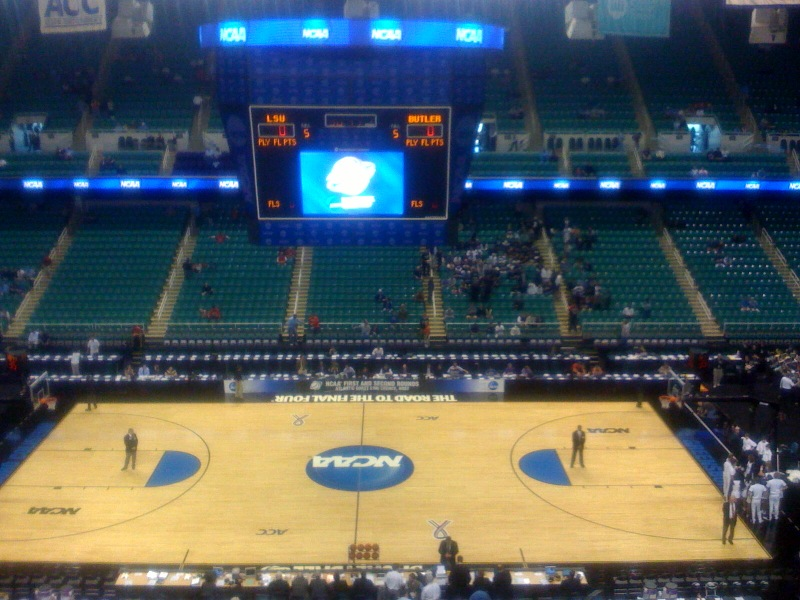
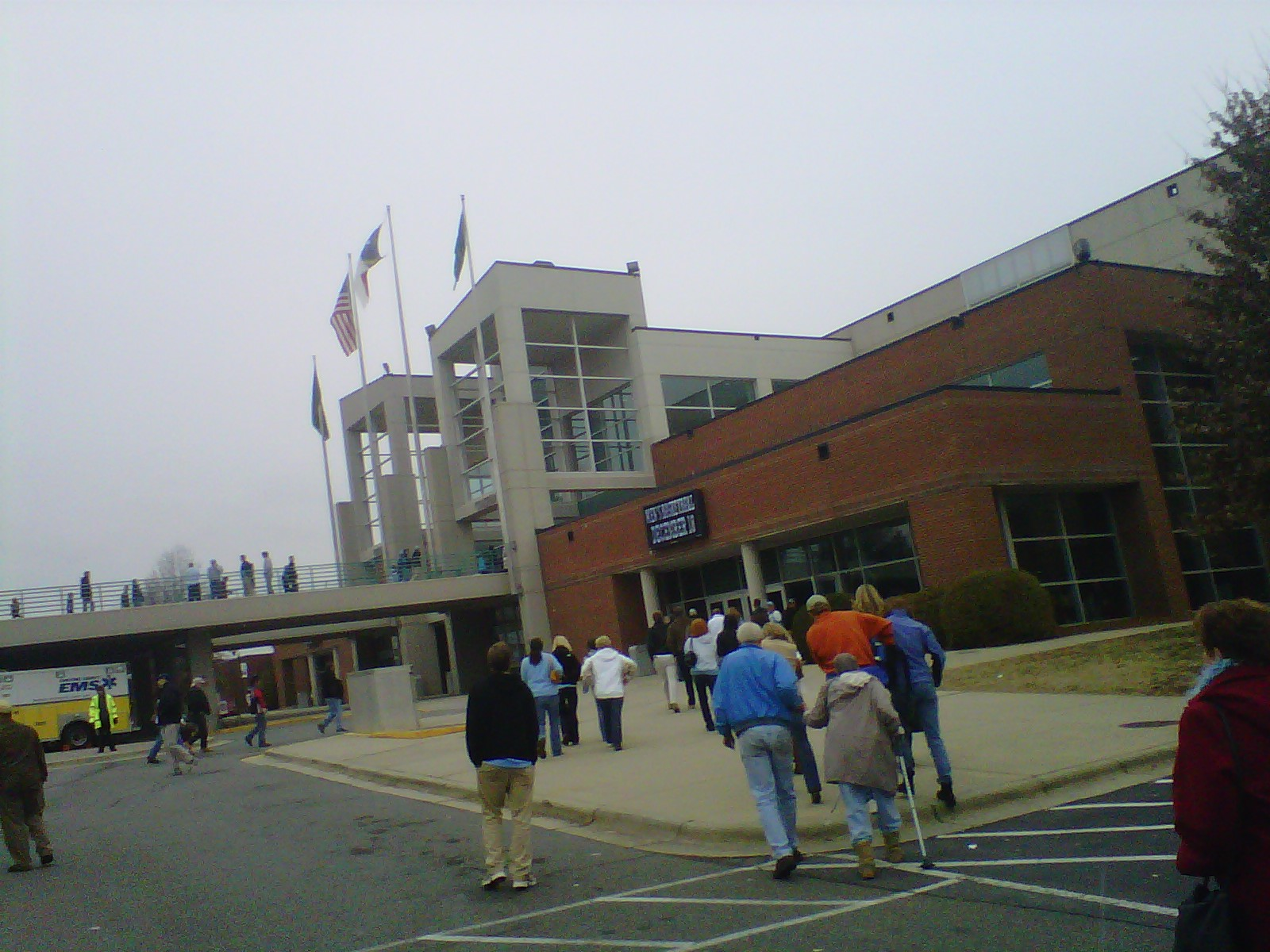